# Johanna Luise Groppe
Johanna Luise Groppe, geborene Schulze (* 25. Januar 1863 in Berlin; † 6. November 1957 in Westerburg), war eine deutsche Malerin.

## Leben
Groppe war eine Tochter des Berliner Stadtgerichtsrates Max Bernhard Schulze-Rößler (1820–1885) und Enkelin des Oberregierungsrats Johannes Schulze. Bruder war der Landwirtschaftsrat des Kreises Westerburg Paul Schulze-Roessler (1867–1947). Sie heiratete 1891 in Wiesbaden den Arzt Lorenz Groppe (1850–1896). Nach seinem Tod studierte sie ab 1896 an der Kunstschule des Vereins der Berliner Künstlerinnen bei Jacob Alberts und im Anschluss in München bei Georg Schuster-Woldan.
Ab 1899 lebte sie mit festem Wohnsitz in München, hatte dort ihr Atelier und war ab 1902 Mitglied der „Luitpoldgruppe“ sowie von 1905 bis 1920 beim Künstlerinnen-Verein München. Sie malte insbesondere Porträts und Stillleben, Akte und Figurenbilder.
Groppe stellte ihre Werke unter anderem 1904, 1907, 1919 und 1921 im Münchener Glaspalast, 1908 im Rahmen der Großen Berliner Kunstausstellung und 1909 bei der Grossen Deutschen Kunst-Ausstellung im Künstlerhaus Wien aus. Johanna Luise Groppe war zudem Mitglied in der Allgemeinen Deutschen Kunstgenossenschaft.
In der Zeit des Zweiten Weltkriegs zog Groppe von München zu ihrem Bruder nach Westerburg/Westerwald, wo sie auch 1957 starb.